# تاونزند (ماساچوست)
تاونزند (به انگلیسی: Townsend) شهرکی در شهرستان میدلسکس ایالت ماساچوست می‌باشد که در سال ۱۷۳۲ بنیان‌گذاری شده‌است. این شهرک در سرشماری سال ۲۰۱۰ میلادی، ۸٬۹۲۶ نفر جمعیت داشته‌است.

## نگارخانه

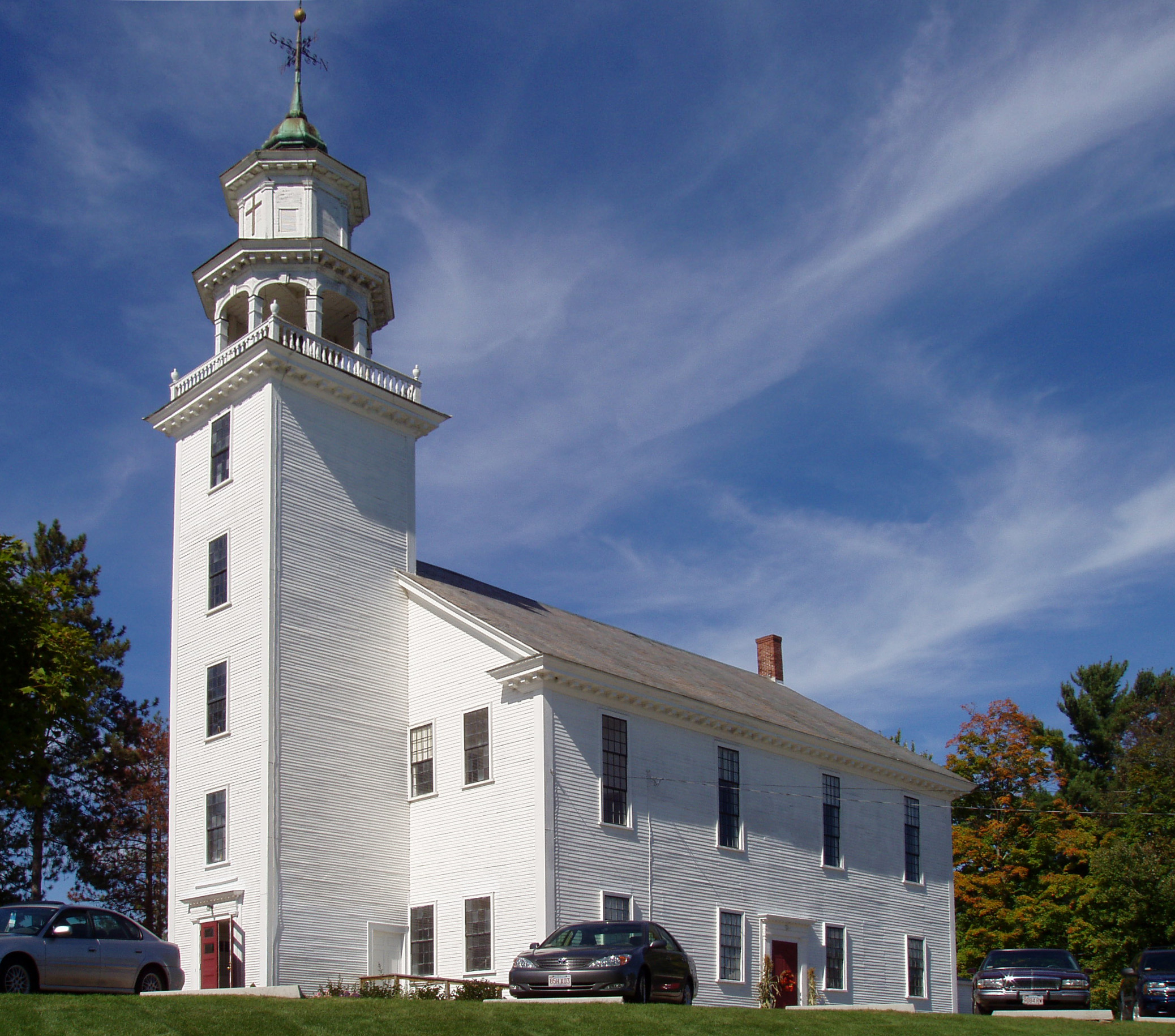
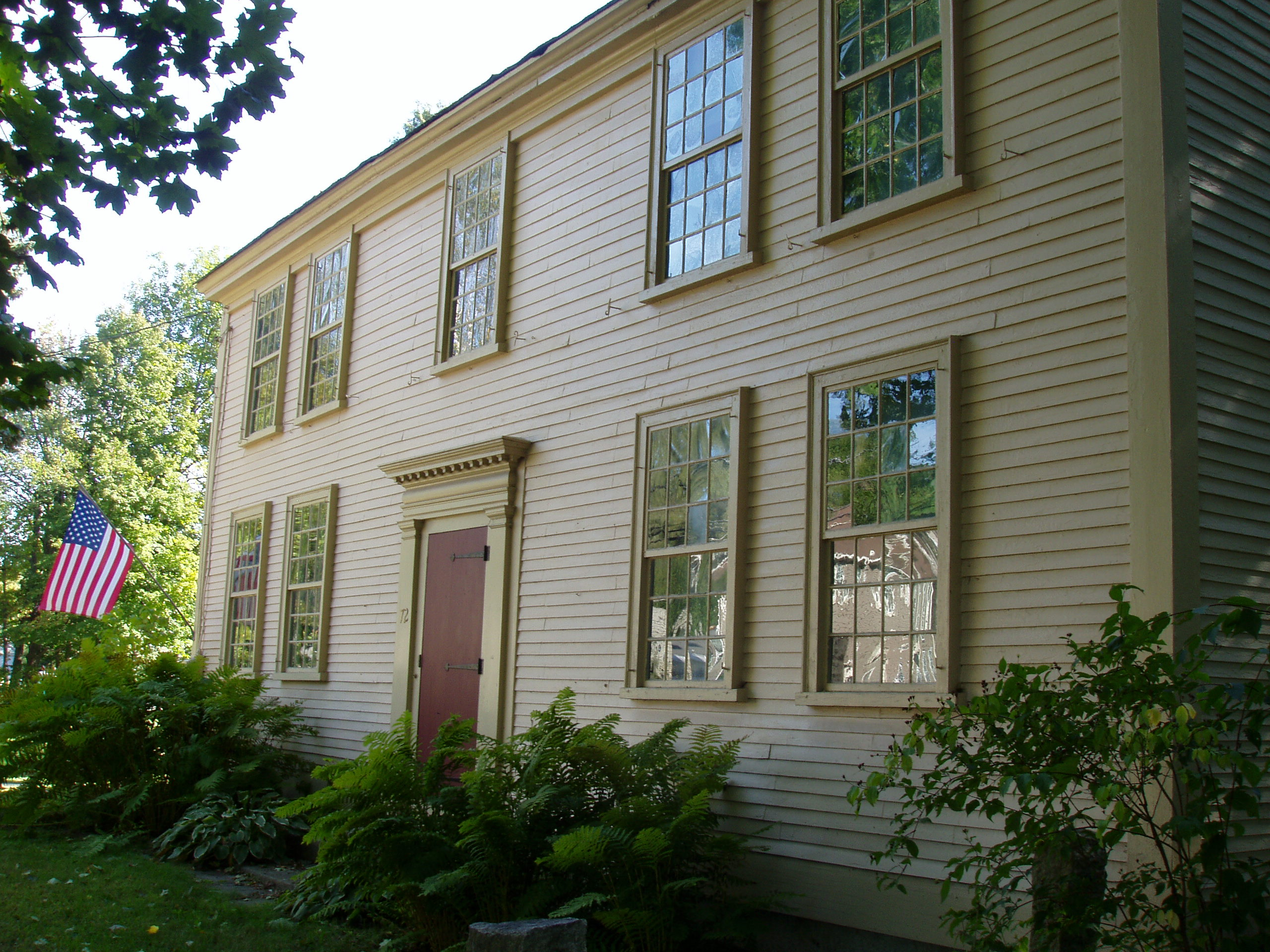